# 恐怖行星
《恐怖行星》（英語：65）是一部2023年上映的美國科幻動作驚悚片，由史考特·貝克和布萊恩·伍茲製作、指導及撰寫劇本，亞當·崔佛、雅瑞安娜·葛林布雷與克蘿伊·柯爾曼演出。
《恐怖行星》由哥倫比亞影業、Raimi Productions、Beck/Woods製片公司聯合製作，2023年3月10日於美國上映，索尼影視娛樂負責發行。媒體與影評家普遍對該片持負面評價，編劇、製作、敘事節奏皆遭受批評，而崔佛的演出則獲得影評界的肯定。

## 前提
在一個未知星球上發生災難事故後，飛行員米爾斯指揮官被困在6500萬年前的地球上。現在，只有一次營救機會，米爾斯和唯一的另一名倖存者寇拉必須在史詩般的生存鬥爭中，穿越充滿危險的史前生物（包括恐龍）的未知領域。

## 演員
- 亞當·崔佛飾演米爾斯（Mills）
- 雅瑞安娜·葛林布雷飾演寇拉（Koa）
- 克蘿伊·柯爾曼（英语：Chloe Coleman）飾演奈維妮（Nevine）

## 製作
2020年9月，亞當·崔佛簽約加入《恐怖行星》演員陣容，該片由史考特・貝克和布萊恩·伍茲製作、編劇、指導；山姆·雷米與澤納卜·阿齊茲（Zainab Azizi）和黛比·莉布林共同製作。
兩個月後，雅瑞安娜·葛林布雷加入演出。2020年十二月，克蘿伊·柯爾曼亦加入演出。
2020年11月16日，該片於紐奧良開始拍攝。2021年1月於路易斯安那州弗農堂區境內的吉賽奇國家森林進行電影拍攝。

## 音樂
2021年二月，宣布曾與山姆·雷米多次合作的丹尼·葉夫曼為電影配樂。他們先前合作過的電影有1990年的《魔俠震天雷》2002年的《蜘蛛人》、2004年的《蜘蛛人2》、2013年的《奧茲大帝》和2022年的《奇異博士2：失控多重宇宙》。

## 發行
《恐怖行星》2023年3月10日由索尼影視娛樂排定美國院線上映。此前原本預定的上映日包括2022年5月13日、2022年4月29日和2022年4月14日。

## 注解
1. 前稱為《65：恐怖行星》[4]；此譯名之後在上線Netflix時沿用。

## 外部連結
- 互联网电影数据库（IMDb）上《恐怖行星》的资料（英文）